# Brampton (Ontario)

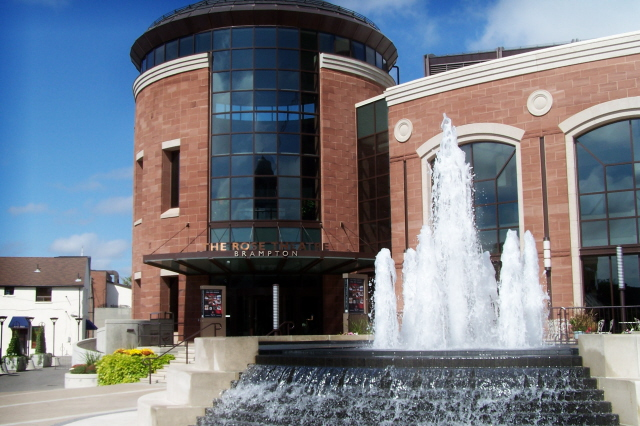
Der Rose Theatre Vorplatz

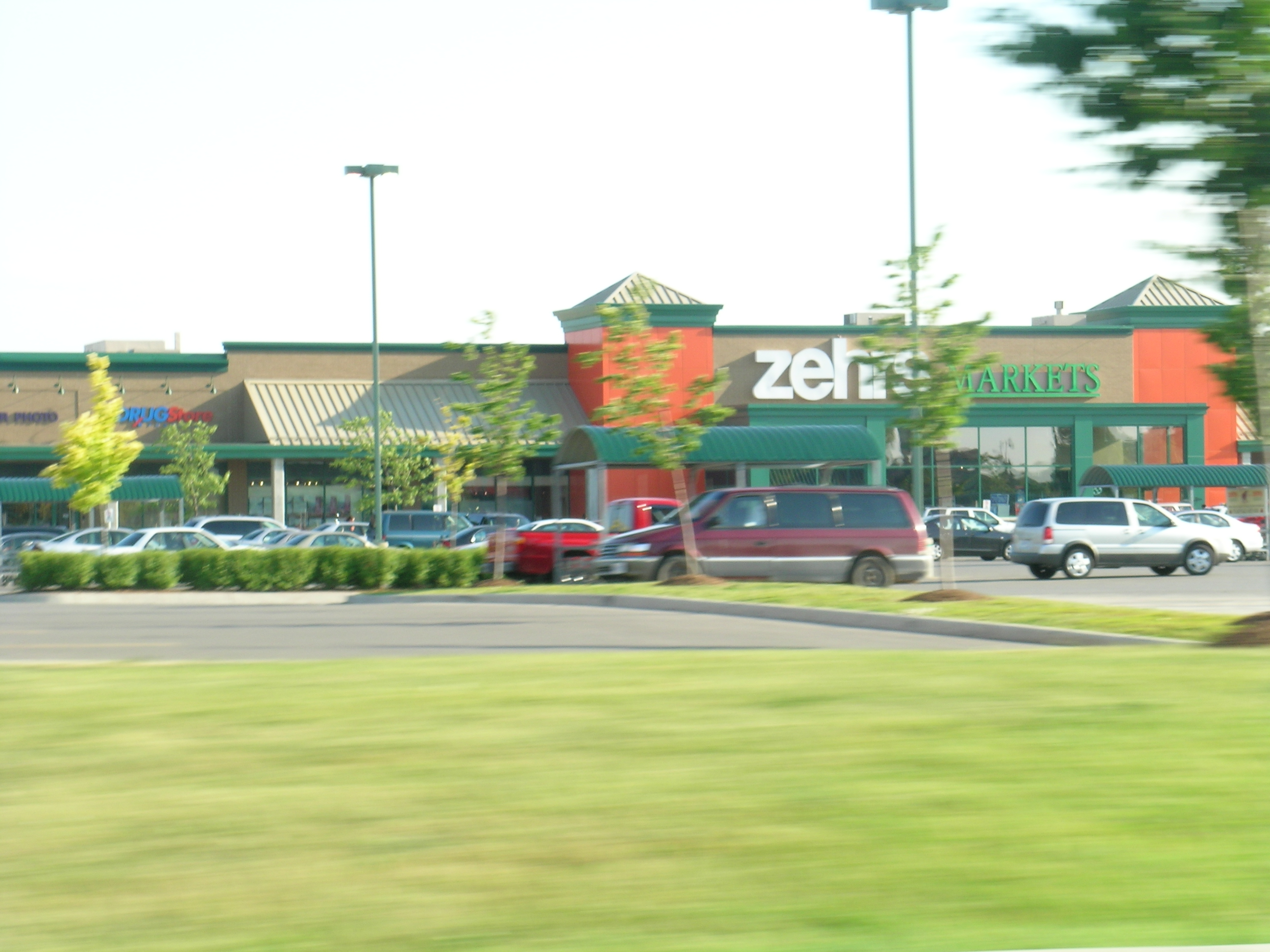
Zehrs Shopping Mall

Brampton [ˈbɹæmtən] ist eine Stadt nordwestlich von Toronto in der Provinz Ontario in Kanada.

## Geschichte
Im Jahre 1818 kauft die britische Regierung den Mississauga-Indianern 2.622 km² Land für 550 Pfund und 10 Schillinge ab. 1819 wird das Land vermessen, bevor sich kurz darauf erste Siedler niederlassen. 1853 entsteht auf einem Teilstück dieses Landes die Gemeinde Brampton. Der Name geht auf den Siedler John Elliott zurück, der aus der Gegend von Brampton in England nach Kanada ausgewandert war. Die erste Eisenbahnlinie erreicht Brampton am 16. Juni 1856. 1873 erhält die Gemeinde das Stadtrecht. 1881 wird die erste Telefonvermittlung eröffnet. 1883 gibt es bereits 23 Telefone in der Stadt. J. O. Hutton baut 1885 ein Wasserkraftwerk am Credit River und im gleichen Jahr erhält die Stadt eine elektrische Straßenbeleuchtung. Jedoch erst 1911 wird Brampton an das elektrische Verbundnetz des Energieunternehmens Ontario Hydro angeschlossen. 1952 wird in einer Volksabstimmung die Schaffung eines öffentlichen Nahverkehrsbetriebes mit knapper Mehrheit abgelehnt. Erst 1980 beginnt die Stadt mit dem Aufbau eines Busnetzes.

## Bevölkerung
Einwohnerentwicklung von Brampton:
| Jahr | Einwohnerzahl                                   |
| 1853 | 1.000 (Schätzung)                               |
| 1981 | 149.090                                         |
| 1986 | 188.498                                         |
| 1991 | 234.445                                         |
| 1996 | 268.251                                         |
| 2001 | 325.428 (davon 129.280 nicht in Kanada geboren) |
| 2006 | 433.806                                         |
| 2011 | 523.911 (davon 263.670 nicht in Kanada geboren) |
| 2016 | 593.638                                         |

Brampton ist sehr stark durch Einwanderung geprägt, die auch in erster Linie für das rasante Bevölkerungswachstum der letzten Jahrzehnte verantwortlich war. 38,4 % der Bevölkerung bezeichnen sich gemäß dem kanadischen Zensus des Jahres 2011 als Südasiatisch (South Asian), 13,5 % als Schwarze (Black), 3,4 % als Filipinos. Insgesamt gehören 66,4 % der Bevölkerung „sichtbaren Minderheiten“ (visible minorities) an – der höchste Wert in ganz Kanada, 0,7 % sind kanadische Ureinwohner und 32,9 % Weiße.
Die folgenden Mitgliederzahlen stammen aus der Volkszählung von 2011.
| Konfession                 | Anzahl der Mitglieder (Anteil in Prozent) |
| Römisch-katholische Kirche | 135.555 (26,0 %)                          |
| Protestantische Kirchen    | 100.300 (19,1 %)                          |
| Sikhismus                  | 97.790 (18,8 %)                           |
| Hinduismus                 | 63.390 (12,1 %)                           |
| Islam                      | 36.960 (7,1 %)                            |
| Keine Religion             | 50.855 (9,7 %)                            |

## Wirtschaft
In der Stadt haben mehrere größere Unternehmen ihren Hauptsitz. Dazu zählen u. a. das Einzelhandelsunternehmen Loblaw Companies, Maple Lodge Farms, Gamma-Dynacare Medical Laboratories, Zellers, Maritime-Ontario Freight Lines. Des Weiteren das Linux Professional Institute befindet sich in Brampton und ist unter anderem für die Ausstellung der Zertifikate zuständig.
Die wichtigsten Industriezweige Bramptons sind der Automobilbau (Ford, Chrysler) und die Fertigung von Telekommunikationstechnik (die Firma Nortel hatte ihr Hauptquartier in Brampton). Erwähnenswert ist weiterhin die Firma MD Robotics (ehemals SPAR Aerospace), welche durch den Manipulatorarm Canadarm für das Space Shuttle und den Nachfolger Canadarm2 für die Internationale Raumstation bekannt wurde.

## Verkehr

### Highways
Die Autobahnen Ontario Highway 401, Ontarios wichtigste Autobahn, und 407 verlaufen unweit der Südgrenze Bramptons, während die Autobahnen 410 und 427 direkt ins Stadtgebiet führen. Auf Grund des unterentwickelten öffentlichen Personennahverkehrs sind Staus auf den Autobahnen und Hauptstraßen zu den täglichen Hauptverkehrszeiten die Regel.

### Schienenverkehr
Die Bahnlinien von Toronto über Stratford nach London sowie von Mississauga nach Orangeville verlaufen durch Brampton. Mit 6 VIA-Rail-Fernzügen täglich (2003) spielt der Personenverkehr wie in Kanada insgesamt nur eine untergeordnete Rolle. Direktverbindungen gibt es nach London, Windsor und Sarnia. An Wochentagen verkehren 18 Vorortzüge der GO Transit täglich nach Toronto und Kitchener.

### Luftverkehr
Der größte Flughafen des Großraumes Toronto, der Flughafen Toronto-Pearson, befindet sich an der Südwestgrenze Bramptons in Mississauga.

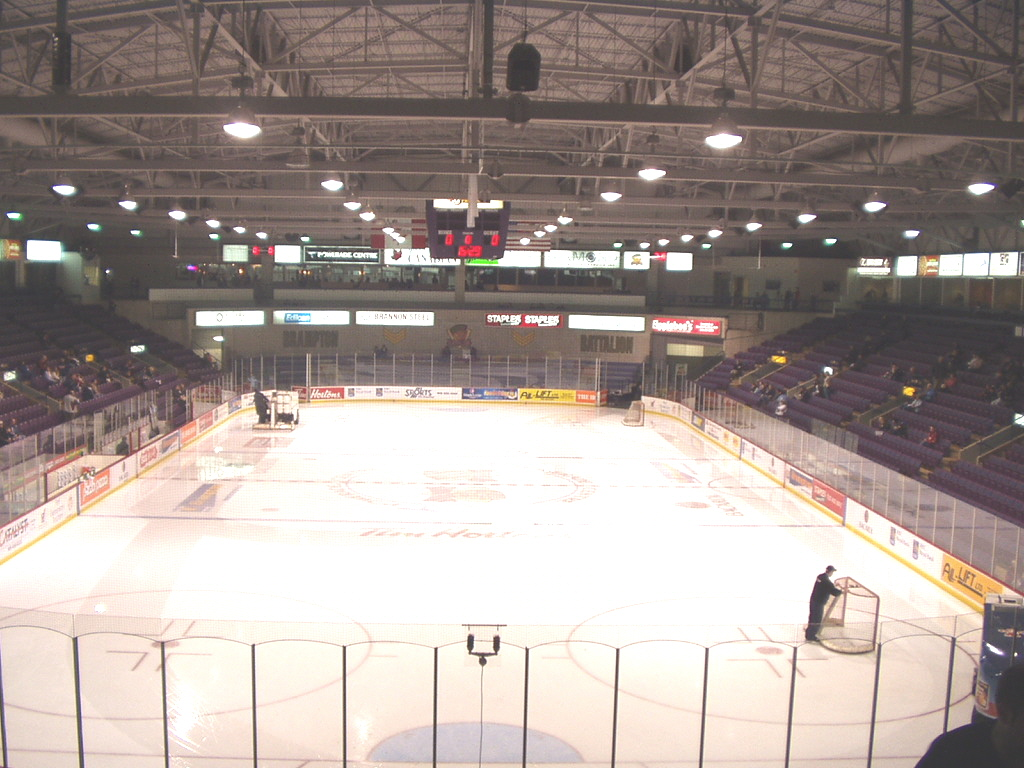
Innenansicht des CAA Centre (2007)

## Sport
Im 5000 Zuschauer fassenden CAA Centre fand im April 2023 die 25. Eishockey-Weltmeisterschaft der Frauen statt.

## Söhne und Töchter der Stadt
- Thomas Leonard Walker (1867–1942), Mineraloge
- Caroline Armington (1875–1939), Malerin und Druckgrafikerin
- Bill Davis (1929–2021), Politiker sowie 18. Premierminister von Ontario
- Nathaniel Branden (1930–2014), Psychotherapeut und Autor
- George R. Robertson (1933–2023), Schauspieler
- Howard Pawley (1934–2015), Politiker
- Doug Frith (1945–2009), Politiker
- Philip J. Currie (* 1949), Paläontologe
- Nancy Telfer (* 1950), Komponistin
- Tom Laidlaw (* 1958), Eishockeyspieler
- Penny und Vicky Vilagos (* 1963), Zwillinge und Silbermedaillengewinner im Synchronschwimmen
- Jill Hetherington (* 1964), Tennisspielerin
- Todd Elik (* 1966), Eishockeyspieler
- Sabrina Grdevich (* 1970), Schauspielerin
- Russell Peters (* 1970), Comedian
- Johanna Black (* 1971), Schauspielerin
- Annabel Lyon (* 1971), Schriftstellerin
- John Kameel Farah (* 1973), Komponist und Pianist
- Allison Pottinger (* 1973), US-amerikanische Curlerin
- Ryan Foster (* 1974), austro-kanadischer Eishockeyspieler und -trainer
- Jamie Storr (* 1975), Eishockeytorwart
- Mike Wilson (* 1975), Eishockeyspieler
- Paulo Costanzo (* 1978), Schauspieler
- Tyler Labine (* 1978), Schauspieler
- Kris Lemche (* 1978), Film- und Serienschauspieler
- Nicole Lyn (* 1978), Schauspielerin
- Dave Greszczyszyn (* 1979), Skeletonsportler
- Tyson Heung (* 1979), kanadisch-deutscher Shorttracker
- Mike Danton (* 1980), Eishockeyspieler
- Sheldon Keefe (* 1980), Eishockeyspieler und -trainer
- Ransford Brempong (* 1981), Basketballspieler
- Lara Jean Chorostecki (* 1984), Fernseh- und Filmschauspielerin
- Rick Nash (* 1984), Eishockeyspieler
- Daniel Sparre (* 1984), Eishockeyspieler
- Shannon Lynn (* 1985), schottische Fußballspielerin
- Kate van Buskirk (* 1987), Mittel- und Langstreckenläuferin
- Michael Cera (* 1988), Schauspieler
- Justin Hodgman (* 1988), Eishockeyspieler
- Jordan Gavaris (* 1989), Schauspieler
- Chris Terry (* 1989), Eishockeyspieler
- Junior Hoilett (* 1990), Fußballspieler
- Erin Mielzynski (* 1990), Skirennläuferin
- Sonja Molnar (* 1990), Tennisspielerin
- Tristan Thompson (* 1991), Basketballspieler
- Christabel Oduro (* 1992), Fußballnationalspielerin
- Tyler Seguin (* 1992), Eishockeyspieler
- Scott Wedgewood (* 1992), Eishockeytorwart
- Tyler Graovac (* 1993), Eishockeyspieler
- Doneil Henry (* 1993), Fußballspieler
- Pryde (Russell Llantino) (* 1993), Rapper und Sänger
- Kyle Reyes (* 1993), Judoka
- Tyler Ennis (* 1994), Basketballspieler
- Sean Monahan (* 1994), Eishockeyspieler
- Cyle Larin (* 1995), Fußballspieler
- Alessia Cara (* 1996), Singer-Songwriterin
- Tajon Buchanan (* 1999), kanadisch-jamaikanischer Fußballspieler
- Joshua Palmer (* 1999), Footballspieler
- David Muenkat (* 2000), Basketballspieler
- Lý-Nguyễn Savanna (* 2000), Tennisspielerin
- Vanessa Burns (* 20. Jh.), Schauspielerin, Produzentin und Drehbuchautorin
- Jahkeele Marshall-Rutty (* 2004), Fußballspieler